# Битва під Хмільником
Битва під Хмільником — битва під час російсько-польської війни 1654—1657 років і громадянської війни в Гетьманщині, відомої як Руїна.

## Битва
Гетьман Іван Виговський після обрання 11 вересня 1659 року новим гетьманом Юрія Хмельницького, та вигнання козацькою старшиною вирушив зі своїми прихильниками у подільське місто Хмільник, де почав чекати допомоги польських загонів. В цей час до міста підійшло військо царських ратників під командуванням боярина та київського воєводи Василя Шереметєва. У битві, що відбулася 16 листопада 1659 року, осадники змогли завдати поразки Виговському, а також польським загонам Анджея Потоцького та Яна Сапеги, які намагались запобігти розгрому загонів гетьмана Івана Виговського.